# Aliens (jeu de rôle)
Pour les articles homonymes, voir Alien.
Aliens RPG propose aux joueurs d'incarner un Marines dans une ambiance très proche du Aliens de James Cameron.

## Éditeur
Leading Edge Games (en)

## Parutions

### Règles
- Aliens RPG (1992)